# いつきゆう
いつき ゆうは、日本のフリーイラストレーター。1993年6月9日生まれ。本名非公表。

## 経歴
2014年、東洋美術学校グラフィックデザイン科卒業。LINEスタンプ「素直になる」シリーズで人気となる。
母校・東洋美術学校公式キャタクター「東坂あゆむ」も手掛けている。

## 作品

### 単行本
- 『きみと一緒の、なんでもない日。幸せな日。』（宝島社、2016年8月25日）（ISBN 4800260078）
- 『きみがくれる、きらきらな毎日。』（一迅社、2016年12月16日）（ISBN 4758009333）
- 『わがままアリスとおくびょう白ウサギ』（KADOKAWA、2017年6月2日）（ISBN 4046017791）
- 『また、きみを好きになる』（宝島社、2018年4月16日）（ISBN 4800279119）
- 『きみとふたり暮らし。 ～おはようもおやすみも、ぜんぶ～』（フロンティアワークス、2018年7月14日）（ISBN 4866571519）

### ラインスタンプ
- 『動く！素直になるスタンプ』
- 『動く！素直になるスタンプ～着ぐるみver～』
- 『動く！素直になるスタンプ～全員登場ver～』
- 『素直になるスタンプ～季節ver～』
- 『素直になるスタンプ～くまver～』
- 『素直になるスタンプ』
- 『素直になるスタンプ に！』
- 『素直になるスタンプ さん！』
- 『素直になるスタンプ よん！』
- 『素直になるスタンプ ご！』
- 『素直になるスタンプ ろく！』
- 『素直になるスタンプ なな！』
- 『素直になるスタンプ はち！』
- 『素直になるスタンプ～大好きなきみへ～』
- 『素直になるスタンプ～大好きなきみへ2～』
- 『素直になるスタンプ～大好きなきみへ3～』
- 『素直になるスタンプ～女の子ver～』
- 『素直になるスタンプ～男の子ver～』
- 『アリスと白ウサギさんスタンプ』

その他、アプリ関連のイラスト作品は多数。

### CD
- KEi『阿波DANCING』内の楽曲、「君にありがとう」歌詞カード
- KEi『虹』内の楽曲、「君がくれたもの」歌詞カード及び表紙コラボジャケットに参加

### MV
- KEiの楽曲『君がくれたもの』Music Video

### その他
- 2013年コミックマーケット84公式紙袋[2]